# Pleuraphodius tectipennis
Pleuraphodius tectipennis är en skalbaggsart som beskrevs av S. Endrödi 1964. Pleuraphodius tectipennis ingår i släktet Pleuraphodius och familjen Aphodiidae. Inga underarter finns listade i Catalogue of Life.